# Diogo de Vasconcelos (Minas Gerais)
Diogo de Vasconcelos é um município brasileiro do interior do estado de Minas Gerais. Emancipou-se de Mariana em 30 de dezembro de 1962, e está localizado na região da Estrada Real, a sudeste do Pico do Itacolomi, e a 165 km de Belo Horizonte, pelas rodovias BR-356 e MG-262. 
O agronegócio é o principal pilar econômico da cidade, tendo forte atuação da pecuária orgânica e agricultura orgânica. Há também o turismo por conta de suas construções das décadas de 40 e 50, como uma fazenda do século XVIII que foi o refúgio de Cláudio Manuel da Costa - membro da Inconfidência Mineira. 
Perto dessa fazenda há a prainha (Praia Branca), que fica à margem do Rio Gualaxo do Sul. Ainda há uma cachoeira, conhecida como Cachoeira Das Laranjeiras, pois fica dentro da Fazenda das Laranjeiras. Além disso, há estradas (pavimentadas e de terra) em que as pessoas fazem trekking de bicicleta, caminhadas (hiking) e cavalgadas.
A Igreja Matriz de São Domingos Gusmão também é um ponto turístico e de fé, conhecida por ser o local de sepultamento do padre Arlindo Vieira, a quem foram atribuídos supostos milagres.
O município tem uma área de 165,091 km² e em 2022 sua população foi recenseada em 3 549 habitantes.

## História
O Povoado de São Domingos foi fundado pelo padre Domingos Pinto Coelho da Rocha, sendo reconhecido como freguesia em 1881 e em 1882 foi construída a paróquia e iniciado a construção da Igreja de São Domingos Gusmão.
Em 1923 ascendeu a Vila de Vasconcelos, mas em 1928 recebeu o atual nome: Diogo de Vasconcelos (homenageando o historiador Diogo Luiz Pereira de Vasconcelos).
A emancipação do distrito (antes pertencente ao município de Mariana) foi reconhecida em 30 de Dezembro de 1962, passando a ser um município. Curiosamente, o aniversário da cidade foi comemorado a primeira vez em 08 de Setembro de 1963, e essa é a data oficial de aniversário da cidade. 

## Turismo
A cidade está na rota da Estrada Real, e possui vários pontos turísticos, como a Igreja Matriz de São Domingos Gusmão, a Fazenda Laranjeiras (onde fica a Praia Branca - popularmente conhecida como prainha e a Cachoeira das Laranjeiras), a Fazenda dos Caldeirões (que serviu como refúgio do inconfidente Cláudio Manuel Da Costa), e várias construções das décadas de 40 e 50, que ainda são preservadas.

## Economia
A principal atividade econômica de Diogo de Vasconcelos é o agronegócio, tendo a pecuária como seu mais forte pilar. A criação do gado é orgânica, ou seja, o gado é criado livre em pasto, sem uso de hormônios para acelerar o crescimento ou produção de leite. Utiliza-se apenas sais minerais e vacinas obrigatórias para o controle de qualidade (exigidas  pelo IMA - Instituto Mineiro de Agropecuária), dando a nomenclatura de Boi Verde.Também há a criação de suínos, no mesmo padrão de organicidade, porém em menor escala que a de bovinos.
Como mais de 75% da população vivendo em área rural, a agricultura também é forte, na produção de hortaliças orgânicas, sem utilização de nenhum tipo de defensivos agrícolas.
Na cidade, o artesanato é forte e destaca-se na produção de panelas de pedra sabão, cachaça mineira, rapadura, açúcar mascavo, queijo, requeijão, linguiça suína e cestaria. 